# 英文书法
英文书法是指以英文为书写语言的书法，具有多种不同字体，使用相应的笔，笔尖，墨水与纸张。

## 误区
在日常生活中所常说的花体与圆体是完全错误的翻译，并且被许多商家所利用，制造出很多山寨字体，而他们完全不属于英文书法之列，而正确的英文“花体字”对应的应该为copperplate（它是源自15世紀意大利语的手写体，18世纪上半叶在英国被标准化，先後受到意大利、法國、荷蘭、英國等國影響），而“圆体”与copperplate相比，缺少了笔画粗细的变化，它同样并不是正规的英文书法。

## 字体
英文书法的字体众多，而同一种书写方式的小分支还有许多不同的变化，较为著名的字体有copperlate（直接翻译为铜版印刷），而在copperlate字体中又有ES，ER等分支字体。

## 器材

### 笔的选择
copperplate选用的是斜杆，而哥特体则可以选用直杆，笔杆多为木质，国内所售卖的笔杆也有塑料与玻璃材质的，但很少见有金属材质的笔杆。

### 纸张
copperlate不需要如宣纸一样吸水性极强的纸张，只需选择不易挂纸的纸张即可，但哥特体由于字体的特殊性，需要不易氤纸的纸张，否则字附近就会出现大量被墨水染色的纤维。

### 笔尖
笔尖的选择是极为多样的，copperlate需要富有弹性的点尖，而部分年代悠久的笔尖弹性，如Zanerian Fine Writer等是极好的选择，但价格极其昂贵且早已停产，可以选购其现代仿制品，哥特体的笔尖选择大多是扁平的笔尖，可以写出富有厚度的笔画，且比点尖更加适合书写该字体。

## 材料

### 网站
现在的英文书法发展已经不如百年以前，但仍然有一些非营利性组织与网站如IAMPETH，在这里可以找到许多年代悠久的英文书法学习书籍，并且有相当多字体的教程，笔尖，笔，纸的介绍，可以丰富英文书法的学习，大多的书籍为影印英文的，所以本条目不列出书名。

### 书籍
英文书法是百年前就存在的，而经典的书籍例如《Lessons in Roundhand》早已被收藏，且可以免费的非营利性使用，并且有大量的中文译本，绝大多数的英文书法书籍已归属公有领域，而现在也有许多英文书法家来编写英文书法的教程，尽管不如百年前的辉煌，英文书法仍然在不断地发展，并被许多人所接受。